# Генералы песчаных карьеров
«Генера́лы песча́ных карье́ров» (англ. The Sandpit Generals, в прокате также The Defiant, The Wild Pack) — американский художественный фильм 1971 года, поставленный режиссёром Холлом Бартлеттом по мотивам романа Жоржи Амаду «Капитаны песка» (1937).

## Сюжет
Из аннотации к фильму:
Отчаянная банда беспризорников держит в страхе приморский городок. В народе их называют «генералами песчаных карьеров». Эти парни опасны и жестоки, однако и они мечтают о любви. Появившаяся в компании отзывчивая и бесстрашная Дора вскоре становится мальчишкам и сестрой, и матерью. А предводитель банды Педро Пуля влюбляется в Дору без ума. Вместе они совершают немало дерзких налетов, не подозревая, что дни воровской коммуны сочтены…

## В ролях
- Кент Лейн — Булит (в романе Педро Пуля)
- Тиша Стерлинг — Дора
- Доривал Каимми (в русских титрах Доривал Гейми) — Джон Адам (в романе Жоан де Адам)
- Адемир да Силва — Большой Джон
- Алойзиу Де Оливейра — Канцлер
- Марк Де Фрис — Дрю Терн
- Джимми Фрэйзер — Брат Доры
- Фредди Гедеон — Aльмиро
- Уильям Хобсон — Богач
- Гильерми Ламунье — Кот
- Maцио — Иезекииль
- Креуза Милле — жрица вуду
- Питер Нилсен — Лоллипоп
- Бутч Патрик — Безногий
- Элиана Питтмэн — Дальва
- Алехандро Рей — Хосе Педро
- Джон Рубинштейн — Профессор
- Мариса Урбан — Богачка

## Съёмочная группа
- Режиссёр — Холл Бартлетт
- Продюсер — Холл Бартлетт
- Оператор — Рикардо Аронович
- Дирижёр — Луис Оливейра

## Литературный источник
В фильме воспроизведены основные сюжетные линии романа Жоржи Амаду «Капитаны песка» (1937), при этом на первый план выведена история пребывания в банде девушки Доры.
Имеется ряд отличий экранизации от романа. Так, главные герои в фильме явно старше литературных прототипов — им не 13—15, а скорее 17—19 лет (актёрам, игравшим роли Доры и Булита, на момент выхода фильма было 26 и 29 соответственно). Вожак банды Педро Пуля (в фильме — Булит) в романе не убивает главаря конкурирующей банды Эзекиела. Священник Жозе Педро в фильме отрекается от своего сана, тогда как в финале книги ему дают приход в другом городе. В финале фильма не показана дальнейшая судьба главных героев.
В целом финал фильма более пессимистичен: после смерти Доры вожак Педро Пуля организует огромную демонстрацию беспризорников, которые стекаются к дворцу губернатора с требованием: «Выслушайте нас!». Полицейские целятся в беспризорников, раздаётся первый выстрел. Финал же романа проникнут оптимизмом: Педро Пуля осознаёт, что его истинное призвание — бороться «за счастье людей всего мира», и вступает в коммунистическую партию.

## Прокат
В США фильм в прокате не имел особого успеха. В СССР фильм был показан в конкурсной программе Международного московского кинофестиваля. Неожиданный для участия в фестивале фильм кинокомпании с сомнительной репутацией, специализирующейся на малобюджетных фильмах для молодой аудитории, — American International Pictures — попал в программу из-за бойкота, объявленного ММКФ Американской ассоциацией киноэкспортёров. Он был объявлен после того, как «Космическая одиссея» Стэнли Кубрика в 1969 году проиграла на фестивале фильму «Серафино».

## Влияние
Давая оценку фильму «Город Бога» (2002, режиссёры Фернанду Мейреллиш и Катя Люнд), повествующему о противостоянии подростковых банд в пригородах Рио-де-Жанейро в 1960-е годы, кинокритик Михаил Трофименков охарактеризовал его как «„Генералы песчаных карьеров“, переснятые Квентином Тарантино».
Популярность завоевала музыка из кинофильма, в том числе песня Доривала Каимми «Marchа dos Реsсаdores», в также её русская версия, известная как «Марш рыбаков».

## Реставрация
6 ноября 2021 года по российскому Первому каналу была показана отреставрированная вручную, кадр за кадром, копия фильма в рамках программы «Закрытый показ». При этом ведущий проекта Александр Гордон заявил, что это единственная в мире отреставрированная версия фильма.